# Vinogradniška kulturna pokrajina otoka Pico
 (Vinogradniška kultura pokrajine otoka Pico na Azorih, s skupno površino 987 ha je bili leta 2004 vpisana na Unescov seznam svetovne dediščine. 

## Teren
Otok Pico spada v azorski arhipelag sredi Atlantika, katerega otoki so vsi vulkanskega izvora. Ob vznožju vulkana Pico, najvišje gore na Portugalskem, so vinogradi nastali že od 15. stoletja . Za vinogradništvo so bili izbrani tereni bazaltne lave, na katerih druge kulture ne uspevajo, saj na tej kamnini še vedno ni bilo oblikovanja tal. Razpoke v kamnini omogočajo, da dolge korenine vinske trte absorbirajo vodo in hranila . Zahvaljujoč občasnemu intenzivnemu sončnemu obsevanju in toploti, temna lava skladišči toploto v mineralnih tleh in ob zadostni vlažnosti lahko dobimo grozdje z visoko vsebnostjo sladkorja in posebno mineralnostjo.

## Pokrajina
Območja, ki jih pokriva Unescova dediščina, je predvsem v bližini mesta  Madalena, kjer muzej Museu do Vinho pojasnjuje zgodovino in metode vinogradništva na zahodni strani otoka Pico. Vinorodno območje se je prvotno raztezalo vzdolž 40 km ob morju in do 3 km v notranjost.  V bližini morja so trte zaščitene s številnimi pravokotnimi ali polkrožnimi zaščitnimi obzidji temne lave pred slanico, ki prihaja od morskih vetrov. Majhne vinogradniške hiše, zgrajene tudi iz lavinega kamna in imenovane adegas, pripadajo tipični pokrajini in so del te svetovne dediščine.

## Grozdje in proizvodi
Zlasti vina iz grozdja Verdelho so zagotovila zgodnji mednarodni sloves vin Pica. Tako so prišla vina iz Pica v vinske kleti kralja Nikolaja II.. V zadnji četrtini 19. stoletja pa je trtna uš uničila večino vinske trte na Azorih. Nato so bile zasajene večinoma na trtno uš odporne, tako imenovane ameriške trte (hibridi s severnoameriškimi divjimi trtami), ki dajejo le slabša vina. Šele od 1980-ih so zahvaljujoč načrtu Azores Wine Conversation Plan z državno podporo ponovno zasadili plemenite trte, ki nadomeščajo prejšnje hibride. Tri tradicionalne sorte grozdja Verdelho, Arinto dos Açores in Terrantez se zdaj uporabljajo za zaščito porekla, obogatene z dodatnimi žganimi belimi likerskimi vini. 
Od leta 1994 imajo ti likerji oznako kakovosti in lokacije V.L.Q.P.R.D. Pico.  Kot pri španskih šeri-vinih so tudi suhi in slajši likerji, odvisno od vsebnosti ostanka sladkorja. Kasneje je za izbrana vina s tega omejenega območja sledil naziv Denominaçao de Origem Controlado - DOC. Iste bele sorte grozdja pridelujejo tudi sadna, kisla, suha bela vina. Poleg tega je več sort grozdja posajenih za rdeča vina, kot so merlot, saborinho, Cabernet franc, Cabernet sauvignon, Syrah in Touriga Nacional. Izdelujejo se vina, kot so Teras de Lava z oznako Azori ZGO (zaščitena geografska označba) in namizno vino Basalto. Poleg tega se destilirajo različne sorte žganja.